# Tit Meneni Lanat (cònsol 477 aC)
Tit Meneni Lanat (en llatí: Tilus Menenius Agr. f. C. n. Lanatus) va ser un magistrat romà. Era fill del cònsol Agripa Meneni Lanat i formava part de la gens Menènia, d'origen patrici.
Va ser elegit cònsol l'any 477 aC junt amb Gai Horaci Pulvil. En aquest any els Fabis van ser derrotats pels etruscs a Cremera i Lanat, que tenia el seu campament ben prop, va deixar que fossin destruïts tal com volia el partit dirigent al senat de Roma. Però aquest acte el va pagar car, ja que els etruscs també el van atacar i el van derrotar i es van apoderar del mont Janícul.
L'any següent (476 aC) els tribuns de la plebs el van encausar per haver permès la destrucció dels Fabis i no haver anat en el seu ajut, però se’n va sortir amb una multa de 2.000 asos; tot i així la vergonya que li va comportar el va fer tancar a casa seva i el va portar al suïcidi.